# Gal Arel
Gal Arel (ur. 9 lipca 1989 w Kirjat Chajjim) – izraelski piłkarz występujący na pozycji pomocnika w izraelskim klubie Hapoel Hajfa. Wychowanek Hapoelu Hajfa, w swojej karierze grał także w takich zespołach jak Hapoel Beer Szewa, Hapoel Petach Tikwa, Gimnàstic Tarragona, Zawisza Bydgoszcz, Hapoel Ra’ananna i Hapoel Akka. Były młodzieżowy reprezentant Izraela. Posiada także obywatelstwo francuskie.